# Megastigma
Megastigma es un género con dos especies de plantas de flores perteneciente a la familia Rutaceae. 

## Especies seleccionadas
- Megastigma galeottii
- Megastigma skinneri